# جبل أزمر
جبل أزمر هو سلسلة جبال تقع في محافظة السليمانية اقليم كردستان التابعة للعراق، التي تعتبر من الأماكن السياحية في مدينة السليمانية، يبعد حوالي 5 كم عن مركز المدينة، وتحديدًا في مدينة كويزة. يمتاز بمناخ معتدل في فصل الصيف، وأما في فصل الشتاء يشهد اكتظاظاً بالسياح؛ وذلك بسبب تساقط الثلوج التي تكسو القمة.

## التسمية
يرجح بعض الباحثين أن قمة الجبل كانت سابقاً تسمى «سميرا» وبمرور الوقت تحول الاسم إلى جبل أزمر، وجبل كويزة نسبة إلى قرية كويزة أو كويجة.

## السياحة
جبل أزمر من الوجهات السياحية لأغلب العوائل العراقية، كما يرتبط الجبل مع منتجع جافي لاند بواسطة منصة تلفريك؛ تستخدم للترفيه أو للتنقل بسبب الأرض الوعرة. يحتوي تحتوي قمة الجبل على مطاعم سياحية وأماكن للتخييم.

## المناخ
يكون المناخ فيه متوسط، حيث يبلغ متوسط درجة 19 درجة مئوية، كانت أعلى درجة حرارة مسجلة هي 34 درجة مئوية، وأقل درجة حرارة 1 درجة مئوية. يبلغ متوسط هطول الأمطار 731 ملم في السنة، حيث يسجل شهر نوفمبر أكثر معدل لسقوط الأمطار حيث يبلغ 150 ملم، ويسجل شهر سبتمبر أقل معدل لسقوط الأمطار وبمعدل 1 ملم.